# Гасанов, Алтай Тофик оглы
Алтай Тофик оглы Гасанов (азерб. Həsənov Altay Tofiq oğlu; род. 4 февраля 1961, Баку) — вице-президент Федерации гимнастики Азербайджана (с 2002 года), начальник секретариата Первого вице-президента Азербайджанской Республики (с 2017 г.).

## Биография
Алтай Гасанов родился 4 февраля 1961 года в городе Баку.
В 1978 году окончил среднюю школу в Баку и поступил на факультет филологии Азербайджанского государственного университета им. Кирова. В 1980 году продолжил обучение в Московском государственном университете имени Ломоносова.

### Карьера
С 1983 года по 1989 год работал в Институте литературы и языка им. Низами АН Азербайджанской ССР. Одновременно в 1986—1989 годах был учёным секретарем Отделения литературы, языка и искусства Президиума АН Азербайджанской ССР.
В 1989 году был сотрудником редколлегии журнала «Хазар».
С 2002 года является вице-президентом Федерации гимнастики Азербайджана.
C 2003 года является вице-президентом Местных организационных комитетов Чемпионатов Европы и мира, Кубков мира и международных турниров, проводимых в Баку.
С 2017 года является начальником секретариата Первого вице-президента Азербайджанской Республики.

### Личная жизнь
Женат, имеет одну дочь и трое внуков.

## Ордена, медали
- Орден «Слава» (29 июня 2015 года) — за высокие достижения на I Европейских играх и большие заслуги в развитии спорта в Азербайджане[4]
- Орден «За службу Отечеству» 1-й степени (4 февраля 2021 года) — за плодотворную деятельность на государственной службе в Азербайджанской Республике[5][6]